# Avi Arad
Avi Arad, izraelsko-ameriški filmski ustvarjalec ter televizijski in filmski producent, * 1. avgust 1948 Ramat Gan, Izrael.
Leta 1996 je postal izvršni direktor podjetja Toy Biz, bil pa je tudi glavni kreativni direktor podjetja Marvel Entertainment ter ustanovitelj, nekdanji predsednik in nekdanji izvršni direktor njegovega naslednika, podjetja Marvel Studios. Od takrat je Avi Arad produciral in včasih načrtoval številne animirane in televizijske filme, posnete po stripih.